# Tim Webber

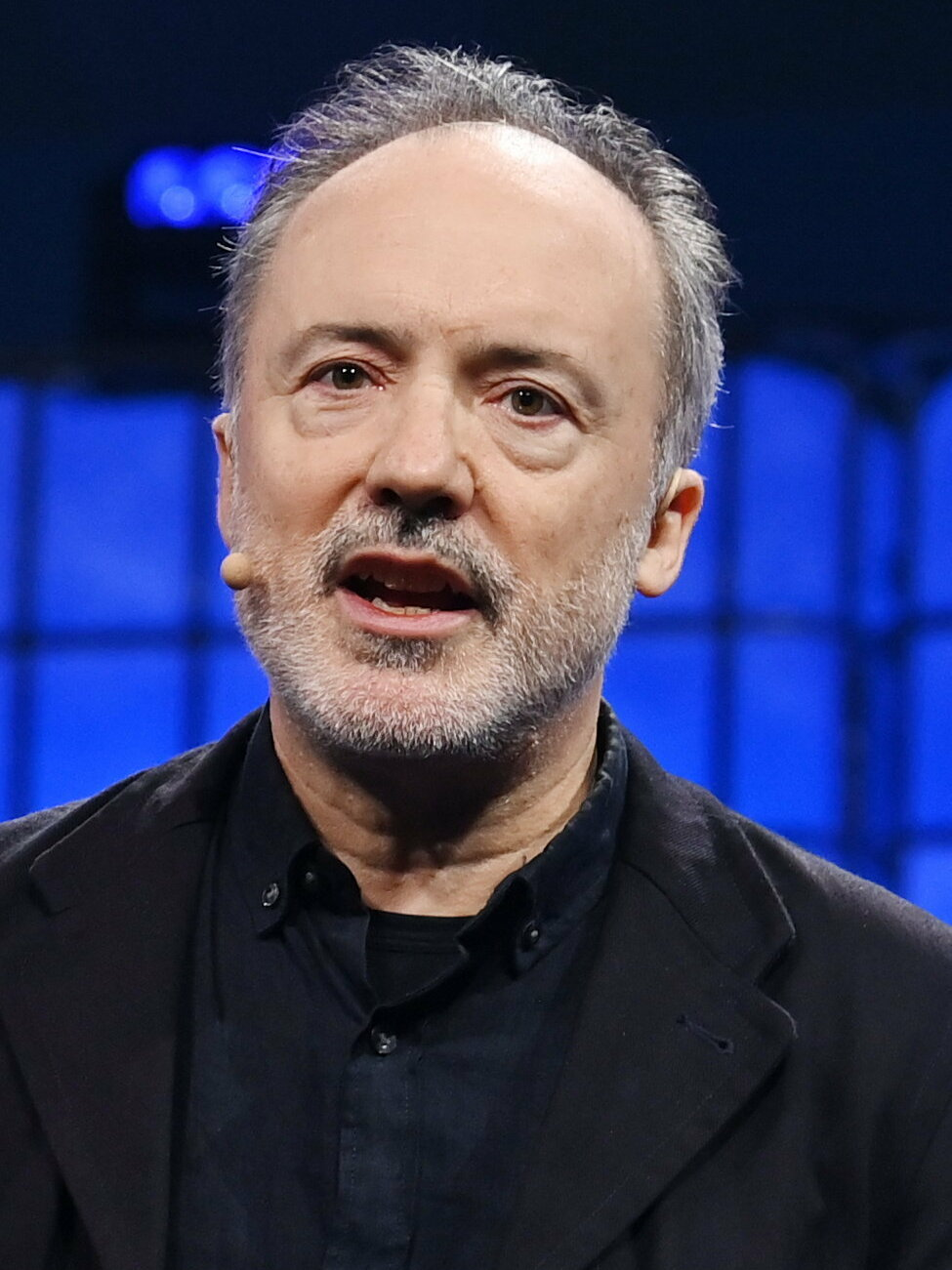
Tim Webber

Timothy „Tim“ Webber (* in London, England) ist ein britischer Filmtechniker, der sich auf visuelle Effekte spezialisiert hat.

## Leben
Seit 1988 ist Webber bei Framestore CFC, einer Firma für visuelle Effekte, tätig. Für den Film The Dark Knight wurde er zum ersten Mal für einen Oscar für die besten visuellen Effekte nominiert. 2014 erhielt er die Auszeichnung gemeinsam mit Chris Lawrence, Dave Shirk und Neil Corbould für seine Arbeit am Science-Fiction-Film Gravity. Webber arbeitete bisher jeweils zweimal mit dem Regisseur Alfonso Cuarón und dem Produzenten David Heyman zusammen.
2013 wurde Webber vom britischen Magazin Empire zum Zauberer des Jahres 2013 gekürt.

„Wenn wir den Film auf einem einzelnen Prozessor, anstatt in einem Raum voller Computer, gerendert hätten, hätten wir im Jahr 5000 vor Christus mit dem Rendern beginnen müssen.“

## Filmografie (Auswahl)
- 1996: Gullivers Reisen (Gulliver's Travels) (Fernsehfilm)
- 1997: Fremde Wesen (FairyTale: A True Story)
- 1997: Lebe lieber ungewöhnlich (A Life Less Ordinary)
- 1997: Lawn Dogs – Heimliche Freunde (Lawn Dogs)
- 1998: Merlin (Fernsehserie; 1 Folge)
- 1999: Notting Hill
- 1999: Mansfield Park
- 2000: Das zehnte Königreich (The 10th Kingdoms)
- 2002: Ernest Shackleton (Shackleton, Miniserie)
- 2002: Dinotopia (Fernsehserie; 3 Folgen)
- 2003: Tatsächlich… Liebe (Love Actually)
- 2004: Enduring Love
- 2004: The Libertine
- 2005: Harry Potter und der Feuerkelch (Harry Potter and the Goblet of Fire)
- 2005: Lassie kehrt zurück (Lassie)
- 2006: Children of Men
- 2008: The Dark Knight
- 2009: Wo die wilden Kerle wohnen (Where the Wild Things Are)
- 2009: Avatar – Aufbruch nach Pandora (Avatar)
- 2013: Gravity

## Auszeichnungen
- 1996: Primetime Emmy Award: Auszeichnung in der Kategorie Beste visuelle Spezialeffekte für Gullivers Reisen
- 1998: Primetime Emmy Award: Auszeichnung in der Kategorie Beste visuelle Spezialeffekte in einer Miniserie oder Film für Merlin
- 2000: Primetime Emmy Award: Auszeichnung in der Kategorie Bestes Titeldesign für Das zehnte Königreich
- 2002: Primetime Emmy Award: Auszeichnung in der Kategorie Beste visuelle Spezialeffekte in einer Miniserie oder Film für Dinotopia
- 2003: Visual Effects Society Award: Auszeichnung in der Kategorie Beste visuelle Spezialeffekte in einer Miniserie oder Film für Dinotopia
- 2006: Saturn Award: Nominierung in der Kategorie Beste visuelle Effekte für Harry Potter und der Feuerkelch
- 2006: BAFTA Award: Nominierung in der Kategorie Beste Spezialeffekte für Harry Potter und der Feuerkelch
- 2006: Visual Effects Society Award:  Nominierung in der Kategorie Beste visuelle Effekte für Harry Potter und der Feuerkelch
- 2006: BAFTA Award: Nominierung in der Kategorie Beste visuelle Effekte für Harry Potter und der Feuerkelch
- 2007: Visual Effects Society Award: Nominierung in der Kategorie Beste visuelle Effekte für Children of Men
- 2007: Visual Effects Society Award: Nominierung in der Kategorie Bester einzelner visueller Effekt des Jahres für die Geburtssequenz in Children of Men
- 2007: BAFTA Award: Nominierung in der Kategorie Beste visuelle Effekte für Children of Men
- 2009: Academy of Science Fiction, Fantasy & Horror Films: Auszeichnung in der Kategorie Beste Spezialeffekte für The Dark Knight
- 2009: Oscar: Nominierung in der Kategorie Beste visuelle Effekte für The Dark Knight
- 2014: London Critics’ Circle Film Award: Nominierung in der Kategorie Technische Leistung des Jahres für Gravity
- 2014: Saturn Award: Nominierung in der Kategorie Beste Spezialeffekte für Gravity
- 2014: BAFTA Award: Nominierung in der Kategorie Beste visuelle Effekte für Gravity
- 2014: Oscar: Auszeichnung in der Kategorie Beste visuelle Effekte für Gravity